# Justyna Karolkiewicz
Justyna Karolkiewicz (ur. 29 listopada 1980) – polska lekkoatletka, sprinterka.

## Kariera
Członkini sztafety (startowała w biegu półfinałowym), która zdobyła brązowy medal w sztafecie 4 x 400 m podczas Mistrzostw Europy w Monachium 2002. Dwukrotna brązowa medalistka mistrzostw Europy juniorów (Ryga 1999) w biegu na 400 m i sztafecie 4 x 400 m. Srebrny medal w sztafecie 4x400m w Młodzieżowych Mistrzostwach Europy Amsterdam 2001.

## Rekordy życiowe
- 400 m – 52,72 (2000)